# AS Kaloum Star
El AS Kaloum Star es un equipo de fútbol de Guinea que pertenece al Campeonato Nacional de Guinea, la competición de fútbol más importante del país.

## Historia
Fue fundado en el año 1963 en la capital Conakri y es uno de los equipos de mayor importancia en Guinea, siendo el primer equipo de ese país en jugar un torneo internacional, en la Copa Africana de Clubes Campeones 1966. Anteriormente se llamaba Conakry I.

## Palmarés

### Torneos Nacionales (22)
- Campeonato Nacional de Guinea (12): 1969, 1970 (como Conakry I), 1980, 1981, 1984, 1987, 1993, 1995, 1996, 1998, 2007, 2014
- Copa Nacional de Guinea (7): 1985, 1997, 1998, 2001, 2005, 2007, 2015
- Torneo Ruski Alumini (2): 2003, 2007
- Supercopa de Guinea: (1): 2015

### Torneos internacionales (0)
- Subcampeón de la Copa CAF (1): 1995.

## Participación en competiciones de la CAF

### Liga de Campeones de la CAF
| Temporada | Ronda            | Club              | Local | Visita | Global       |
| --------- | ---------------- | ----------------- | ----- | ------ | ------------ |
| 1997      | Primera Ronda    | Udoji United      | 1-1   | 1-3    | 2-4          |
| 1999      | Ronda Preliminar | Real de Banjul    | 1-1   | 2-0    | 3-1          |
| 1999      | Primera Ronda    | Shooting Stars    | 3-0   | 0-6    | 3-6          |
| 2008      | Ronda Preliminar | Invincible Eleven | w/o 1 | w/o 1  | w/o 1        |
| 2008      | Primera Ronda    | ASEC Mimosas      | 1-1   | 0-0    | 1-1 (v.)     |
| 2015      | Ronda Preliminar | Séwé Sports       | 1-0   | 2-1    | 3-1          |
| 2015      | Primera Ronda    | ZESCO United      | 1-1   | 1-1    | 2-2 (5-4 p.) |
| 2015      | Segunda Ronda    | USM Alger         | 1-1   | 1-2    | 2-3          |

1- Invincible Eleven abandonó el torneo.

### Copa Africana de Clubes Campeones
| Temporada | Ronda            | Club                   | Local | Visita | Global       |
| --------- | ---------------- | ---------------------- | ----- | ------ | ------------ |
| 1966      | Primera Ronda    | US Gorée               | w/o 1 | w/o 1  | w/o 1        |
| 1966      | Cuartos de final | Real Bamako            | 2-3   | 1-2    | 3-5          |
| 1970      | Segunda Ronda    | ASC Jeanne d'Arc       | 3-1   | 1-2    | 4-3          |
| 1970      | Cuartos de final | Stade d'Abidjan        | 4-3   | 1-1    | 5-4          |
| 1970      | Semifinales      | Englebert              | 1-2   | 1-3    | 2-5          |
| 1971      | Segunda Ronda    | Enugu Rangers          | 3-3   | 1-2    | 4-5          |
| 1981      | Primera Ronda    | Starlight Banjul       | 2-1   | 1-0    | 3-1          |
| 1981      | Segunda Ronda    | Asante Kotoko          | 4-1   | 0-1    | 4-2          |
| 1981      | Cuartos de final | ASEC Mimosas           | 2-1   | 2-1    | 4-2          |
| 1981      | Semifinales      | Vita Club              | 0-0   | 0-1    | 0-1          |
| 1982      | Primera Ronda    | Real Republicans       | 3-0   | 0-1    | 3-1          |
| 1982      | Segunda Ronda    | Enugu Rangers          | 0-0   | 0-1    | 0-1          |
| 1985      | Primera Ronda    | Real Republicans       | 1-0   | 2-2    | 3-2          |
| 1985      | Segunda Ronda    | Enugu Rangers          | 2-0   | 1-3    | 3-3 (v.)     |
| 1985      | Cuartos de final | FAR Rabat              | 3-0   | 0-3    | 3-3 (1-3 p.) |
| 1988      | Primera Ronda    | Africa Sports National | 0-2   | 1-3    | 1-5          |
| 1990      | Ronda Preliminar | Benfica                | 2-0   | 1-0    | 3-0          |
| 1990      | Primera Ronda    | FAR Rabat              | 1-1   | 0-4    | 1-5          |
| 1994      | Primera Ronda    | AS Tempête Mocaf       | 1-0   | 0-3    | 1-3          |
| 1996      | Primera Ronda    | ASC Diaraf             | 1-1   | 0-0    | 1-1 (v.)     |

1- US Gorée abandonó el torneo.

### Copa Confederación de la CAF
| Temporada | Ronda            | Club             | Local | Visita | Global |
| --------- | ---------------- | ---------------- | ----- | ------ | ------ |
| 2006      | Primera Ronda    | Haras El Hodood  | 0-1   | 0-6    | 0-7    |
| 2015      | Tercera Ronda    | Orlando Pirates  | 0-2   | 1-4    | 1-6    |
| 2016      | Primera Ronda    | Stade Gabésien   | 0-0   | 1-2    | 1-2    |
| 2017      | Primera Ronda    | IR Tanger        | 1-0   | 0-3    | 1-3    |
| 2020-21   | Ronda Preliminar | FC Tevragh-Zeina | 1-1   | 0-1    | 1-2    |

### Copa CAF
| Temporada | Ronda            | Club                   | Local | Visita | Global       |
| --------- | ---------------- | ---------------------- | ----- | ------ | ------------ |
| 1992      | Primera Ronda    | ASMO Libreville        | 3-0   | 1-5    | 4-5          |
| 1995      | Primera Ronda    | Africa Sports National | 0-1   | 4-3    | 4-4 (v.)     |
| 1995      | Segunda Ronda    | Primeiro de Maio       | 1-0   | 0-1    | 1-1 (4-2 p.) |
| 1995      | Cuartos de final | Asante Kotoko          | 0-0   | 2-2    | 2-2 (v.)     |
| 1995      | Semifinales      | Inter Club Brazzaville | 1-0   | 1-0    | 2-0          |
| 1995      | Final            | Étoile du Sahel        | 0-0   | 0-2    | 0-2          |
| 2003      | Primera Ronda    | AS Sonacos             | 0-0   | 0-0    | 0-0 (2-4 p.) |

### Recopa Africana
| Temporada | Ronda            | Club             | Local | Visita | Global   |
| --------- | ---------------- | ---------------- | ----- | ------ | -------- |
| 1976      | Primera Ronda    | RC Kadiogo       | 7-0   | 0-1    | 7-1      |
| 1976      | Cuartos de final | Tonnerre Yaoundé | 1-2   | 0-0    | 1-2      |
| 1977      | Segunda Ronda    | Kadiogo FC       | 1-1   | 1-2    | 2-3      |
| 1986      | Primera Ronda    | Difaa El Jadida  | 1-0   | 0-2    | 1-2      |
| 1998      | Primera Ronda    | Mbilinga         | 2-1   | 0-1    | 2-2 (v.) |
| 2002      | Primera Ronda    | Mangasport       | 2-2   | 1-5    | 3-7      |